# ویتو فریرا
ویتو فریرا (انگلیسی: Vitó Ferreira؛ زادهٔ ۱۸ فوریهٔ ۱۹۹۷) بازیکن فوتبال اهل پرتغال است.
از باشگاه‌هایی که در آن بازی کرده‌است می‌توان به باشگاه فوتبال اسپورتینگ کوویلیا و باشگاه فوتبال ریو آوه اشاره کرد.